# Uomo dal guanto
L'Uomo dal guanto è un dipinto a olio su tela (100x89 cm) di Tiziano, databile al 1523 circa e conservato nel Louvre a Parigi.

## Storia
L'opera proviene dalle gallerie Gonzaga a Mantova, passando nel 1627 a Carlo I d'Inghilterra con i pezzi più pregiati. Dopo la decapitazione del sovrano venne messo all'asta e comprato dal banchiere francese Eberhard Jabach, e in seguito passò a Luigi XIV. Da Castello di Versailles arrivò al Louvre nel 1792.
Hourtiq propose di identificarvi Girolamo Adorno, citato in una lettera del 1527 di Pietro Aretino a Federico Gonzaga. Mayer, a cui spetta la datazione più accettata, al 1523 circa, parlò invece di Giambattista Malatesta, agente dei Gonzaga a Venezia. Un'altra ipotesi vuole che il ragazzo sia Ferrante Gonzaga, sedicenne nel 1523.

## Descrizione e stile
Da uno sfondo scuro emerge un personaggio maschile a mezza figura, col busto posto frontalmente e il volto piegato verso destra. Lo sguardo fissa un punto indefinito, lontano dallo spettatore. Il braccio sinistro è visto appoggiato, tramite un lembo del mantello, sopra un blocco di marmo, dando alla figura nel complesso un tono sciolto e colloquiale. Indossa un'ampia casacca nera e una camicia bianca, con la foggia tipica di quegli anni. Un guanto di pelle, accessorio dei più raffinati gentiluomini dell'epoca, è sfilato a tenuto con la sinistra (da cui il titolo), mentre la destra è appoggiata in grembo e mostra con discreta evidenza un anello dorato, simbolo di ricchezza. Altrettanto ricorda la catena con lo zaffiro e la perla.
La giovane età dell'effigiato è testimoniata dalla barba e i baffetti appena accennati, come tipico degli adolescenti. Il volto delicato e inquieto, il carattere schivo che evita il contatto visivo con lo spettatore, sono tutti elementi psicologici che traspaiono dall'immagine. Anche il diverso atteggiamento delle mani, una che regge l'abito, l'altra mollemente abbandonata, allude forse al carattere ora vigoroso, ora dolce del giovane.
Rispetto alle opere di Giorgione, Tiziano ha ormai eliminato il diaframma del parapetto.
È firmato Ticianvs f. sul blocco di marmo, simulando un'incisione.